# Josef Sigmond
Josef Eduard Sigmond (18. dubna 1868 Červený Hrádek – 6. ledna 1956 Plzeň) byl městský lesní rada a profesor lesnické fakulty v Praze, který se stal výraznou osobností plzeňského i celoevropského lesnictví.

## Život
Josef Sigmond absolvoval roku 1891 v lesnickém ústavu vysoké školy zemědělské v Mariabrunnu v Rakousku. Po působení ve slezském Těšíně a v Haliči se v roce 1898 stal vedoucím hospodářem městských lesů v Plzni. Roku 1910 obhájil v lesnickém ústavu doktorát (jako první český lesník). O rok později se stal lesním radou a v roce 1917 pak vrchním lesním radou města Plzně. Ve 20. letech 20. století působil současně na vysokých školách v Praze a v Brně. V roce 1926 pak Josef Sigmond opustil plzeňskou lesní správu, aby se mohl naplno věnovat pedagogické činnosti. Při výchově nových lesníků zdůrazňoval praktickou činnost v lese.
Jeho velkou zásluhou proběhla obnova plzeňských lesů. Zhruba 3 300 ha lesa, jež mu město svěřilo do péče, bylo kvůli předchozímu nevhodnému hospodaření v poměrně špatném stavu. Působením nového správce se plzeňské polesí stalo vzorovým úsekem z hlediska hospodaření (výnosu), zdraví i rekreace. Sigmond pochopil místní obtížnější podmínky – chudé písčité půdy a slabé srážky i četné svahy s nízkou vrstvou zvětralin – a přizpůsobil jim hospodaření s jemu svěřenými lesy. Zavedl vhodnější maloplošné pěstování s podporou přirozené obnovy.
V městských lesích založil více než 20 pokusných ploch, kde ověřoval různé dřeviny (původní i nepůvodní druhy) i lesnické postupy. Nejvíce lesnických pokusů bylo provedeno v letech 1909 – 1915 a Josef Sigmond se při nich zaměřoval právě na pěstování lesa v místních obtížných podmínkách. Zkoumal různé způsoby přípravy půdy pro zalesňování, možnosti zvyšování obsahu živin i vhodnost využití pionýrských dřevin a cizích, zejména amerických druhů. Dále studoval různé způsoby přirozené obnovy pasek náletem semen a věnoval se i možnostem omezení škod, způsobených houbovou chorobou sypavkou. Pokusy přinášely především negativní výsledky, přesto však ukazovaly na správný způsob lesního hospodaření. Plzeňské lesnictví získalo v té době dobré jméno i ve vzdálenějších krajích a Sigmondovy pokusné plochy byly dokonce zapojeny do rozsáhlého výzkumu Vysoké zemědělské školy ve Vídni, který probíhal v rámci celého Rakouska-Uherska.
Josef Sigmond nezapomněl ani na záměrné využívání příměstských lesů k rekreaci, kde navrhl zřízení mnoha procházkových cest, a také prosazoval výsadbu zeleně, sadů a alejí přímo ve městě. Místem posledního odpočinku tohoto významného lesnického odborníka se stal hřbitov v Plzni-Bolevci.

## Rodina
Jeho předkové se již v 17.–18. století věnovali lesní správě. Jeho rodiče byli Josef Sigmond (1826 – 1921) a Marie Nemelková z Křimic (1830 – 1873), kteří měli sedm dětí (Emmanuela Jana, Berta Jenovéfa, Robert Josef Ignác, Emma Marie, Jan Alois, Emmanuela a Josef Eduard) z nichž čtyři přežili do dospělosti. Rodina žila původně ve Smědčicích, poté v Červeném Hrádku a nakonec v Plzni. Sigmondův bratranec byl malíř Václav Brožík, syn Kateřiny roz. Sigmondové, sestry jeho otce.
V roce 1880 se jeho otec Josef oženil s čtyřiceti čtyřletou vdovou Emanuelou Pytlíkovou roz. Petzeltovou (1835 – 1929). Emanuela byla sestřenice jeho první manželky Marie, jejíž matka byla rodem taktéž Petzeltová. Profesor Sigmond tímto manželstvím získal svou tetu z druhé kolena za macechu a sestřenici z druhého kolena Marii roz. Pytlíkovou za nevlastní sestru. Marie si vzala plzeňského sládka Karla Kestřánka, který si nechal postavit po ní pojmenovanou vilu Marie na Košutce u Plzně.
V roce 1898 se Josef Sigmond oženil s Karolinou Kestřánkovou (1879 – 1971), dcerou Karla a Marie Kestřánkových, a tedy svou pokrevní neteří z druhého kolena přes matku a nevlastní neteří přes otce. Spolu měli šest dětí (Josefa Marie nar. 1900, Marie Emmanuela nar. 1902, Helena Karolína nar. 1904, Karel Josef nar. 1906, Zdeňka Marie nar. 1908 a Robert Karel nar. 1916). Rodina nějaký čas žila ve vile Marie na Košutce, jejíž zahradu Sigmond založil. Josef starší, Emanuela, Josef Eduard, Karolína, Karel a Zdeňka jsou pohřbeni na hřbitově v Bolevci, nedaleko naučné stezky věnované práci profesora Sigmond v okolních lesích.